# 吹奏楽のための交響曲
吹奏楽のための交響曲（すいそうがくのためのこうきょうきょく）は、吹奏楽のために作曲された交響曲。

## 概要
吹奏楽編成による交響曲は一般にはあまり知られていないが、19世紀以来数多く作曲されている。管弦楽編成による交響曲で知られる作曲家によるものの他、20世紀後半以降は吹奏楽編成の楽曲を多く作曲している作曲家によって書かれた作品も次々発表されている。
最初から吹奏楽のために作曲されたものだけでなく、作曲者自身（または作曲者の監修や関与の下での第三者）の手により管弦楽編成などから編曲されたものもある。

## 主な楽曲
- ゴセック：軍隊交響曲 ヘ長調（1793年）
- ライヒャ：祝典交響曲（1815年）
- ベルリオーズ：葬送と勝利の大交響曲 Op.15（1840年）［弦楽合奏と合唱を後に任意で追加］
- グノー：小交響曲 変ロ長調（1885年）［木管九重奏］
- フォーシェ：吹奏楽のための交響曲変ロ長調（1926年）
- ミャスコフスキー：交響曲第19番 Op.46（1939年）
- R.シュトラウス：吹奏楽のための交響曲（管楽器のためのソナチネ第2番）『楽しい仕事場』（1945年）
- ストラヴィンスキー：管楽器のシンフォニーズ（1921年/1947年）
- パーシケッティ：交響曲第6番 Op.69（1956年）
- ヒンデミット：吹奏楽のための交響曲 変ロ調（1951年）
- H.O.リード：交響曲『メキシコの祭り』（1949年）
- ハルトマン：交響曲第5番『協奏交響曲』（1950年）
- M.グールド：ウェスト・ポイント交響曲（1952年）
- ハリス：吹奏楽のための交響曲『ウェスト・ポイント』（1952年）
- エリクソン：交響曲第1番（1954年）、交響曲第2番（1958年）、交響曲第3番（1984年）
- ホヴァネス：交響曲第4番（1958年）、第7番『ナンガ・パルバット』（1959年）、第14番『アララト山』（1960年）、第17番『金属楽器のための交響曲』（1963年）、第20番『聖なる山への3つの旅』（1968年）、室内交響曲『終わりなき山河』（1968年）、第23番『アニ』（1972年）、第53番『星の曙光』（1983年）
- コジェヴニコフ：交響曲第3番『スラヴャンスカヤ』（1950年/1958年）
- A.リード：金管楽器と打楽器のための交響曲（1952年）、第2交響曲（1977年）、第3交響曲（1988年）、第4交響曲（1992年）、第5交響曲『さくら』（1995年）
- ジャンニーニ：交響曲第3番（1958年）
- ゴトコフスキー：25管楽器のための交響曲（1960年）、オルガンと吹奏楽のための交響曲（1982年）、春の交響曲（1988年）、耀かしい交響曲（1989年）
- ベンソン：打楽器と管楽オーケストラのための交響曲（1962年）、交響曲第2番『ロスト・ソングス』（1987年）
- ランサン：マンハッタン交響曲（1962年）、パリ交響曲（1975年）、水の交響曲（1986年）
- ジェイガー：吹奏楽のための交響曲（交響曲第1番）（1963年）、交響曲第2番『三法印』（1976年）、交響曲第3番（2018年）
- ウォッシュバーン：交響曲（1963年）
- バーディングス：交響曲第13番（1966年）、交響曲第15番『対立と合流』（1983年）
- マクベス：小交響曲『ディヴァージェンツ』（1969年）
- チャンス：交響曲第2番（1972年）
- チェルノフ：交響曲第1番『偉大なるロシア』（1972年）
- L.アンドリーセン：オランダの交響曲（1974年）
- バーンズ：交響曲 作品35（1977年）、交響曲第2番（1981年）、交響曲第3番（1994年）、交響曲第4番『イエローストーン・ポートレート』（1999年）、交響曲第5番『フェニックス』（2000年）、交響曲第6番（2008年）、交響曲第7番『シンフォニック・レクイエム』（2011年）、交響曲第8番（2015年）、交響曲第9番（2018年）
- C.T.スミス：交響曲第1番（1977年）
- ジェイコブ：交響曲『A.D.78』（1978年）
- ブルジョワ：交響曲第4番『ワイン・シンフォニー』（1978年）、シンフォニー・オブ・ウィンズ（1980年）、交響曲第6番『コッツウォルズ・シンフォニー』（1988年）、交響曲第8番『マヨルカの山々』（2002年）、ウィリアムのためのシンフォニー（2004年）、交響曲第16番『マヨルカの歌』（2006年）、交響曲第41番『シンフォニア・アンダルシア』（2007年）、交響曲第68番『バベルの塔』（2012年）
- シュラー：交響曲第3番『イン・プレイズ・オブ・ウィンズ』（1981年）
- J.アンドリーセン：交響曲『河』（1984年）
- マスランカ：交響曲第2番（1987年）、交響曲第3番（1991年）、交響曲第4番（1993年）、交響曲第5番（2000年）、交響曲第7番（2004年）、小交響曲『我らに今日の糧を与えたまえ』（2005年）、交響曲第8番（2008年）、交響曲第9番（2011年）、交響曲第10番『リバー・オブ・タイム』（2018年、マシュー・マスランカが完成）
- デ・メイ：交響曲第1番『指輪物語』（1988年）、交響曲第2番『ビッグアップル』（1993年）、交響曲第3番『プラネット・アース』（2006年/2007年）、交響曲第4番『歌のシンフォニー』（2013年）、交響曲第5番『中つ国への帰還』（2018年）
- 伊藤康英：交響曲（1990年）
- 兼田敏：交響曲（1994年）
- グレーアム：交響曲『モンタージュ』（1994年/2004年）
- ギリングハム：管楽器と打楽器のための交響曲『黙示録の幻想』（1995年）、交響曲第2番『創世記』（2008年）
- R.W.スミス：交響曲第1番『神曲』（1994年/1995年/1996年/1997年）、交響曲第2番『オデッセイ』（1997年）、交響曲第3番『ドン・キホーテ』（2008年）
- ハーシェン：ジョン・フィリップ・スーザの主題による交響曲（1994-1997年）
- 保科洋：交響曲（第1番）（1996年）、交響曲第2番（2016年）、交響曲第3番（2020年）
- 長生淳：交響曲（1996年）、交響曲第2番（2017年）、交響曲第3番『四季連禱』（2018年）
- エレビー：管楽のための交響曲（1997年）
- ヒダシュ：交響曲『セーブ・ザ・シー』（1997年）
- ホルジンガー：復活祭交響曲（1986年/1996年/1997年）、シティ・シンフォニー（2001-2008年）
- スパーク：交響曲第1番『大地、水、太陽、風』（1999年）、交響曲第2番『サヴァンナ・シンフォニー』（2010年）、交響曲第3番『色彩交響曲』（2014年）
- フェラン：交響曲第1番『砂漠の嵐』（1999年）、交響曲第2番『キリストの受難』（2002年）、交響曲第3番『偉大なる精神』（2005年）、交響曲第4番『巨人』（2011年）
- ジルー：交響曲第1番『クラーデン』（2000年）、交響曲第2番『寓話の交響曲』（2006年）、交響曲第3番『ノー・ファイナー・コーリング』（2007年）、交響曲第4番『ブックマークス・フロム・ジャパン』（2013年）、交響曲第5番『エレメンツ』（2018年）、交響曲第6番『ブルー・マーブル』（2022年）、交響曲第7番『土星』（2024年）
- 原博：ミニシンフォニー 変ホ長調（2001年）
- ヴァン・デル・ロースト：シンフォニア・ハンガリカ（2001年）
- オグレン：交響曲『ガイア』（2001年）
- アッペルモント：交響曲第1番『ギルガメシュ』（2003年）、交響曲第2番『黄金時代』（2011年）
- ティケリ：交響曲第2番（2004年）
- コリリアーノ：交響曲第3番『キルクス・マクシムス』（2004年）
- ピクール：交響曲第0番（2004年）、交響曲第1番『クルカ』（2017年）
- ライニキー：交響曲第1番『新しい日が始まる』（2006年）
- スティーヴンソン：交響曲第1番（2006）、交響曲第2番『ヴォイセズ』(2017年)
- ドス：交響曲第1番『ツェッペリン交響曲』（2008年）、交響曲第2番『緑の交響曲』（2012年）、交響曲第3番『自由の交響曲』（2020年）、希望の交響曲（2005年）
- ボルコム：吹奏楽のための交響曲第1番（2009年）
- グランサム：管楽器と打楽器のための交響曲（2009年）、交響曲第2番『ハーフィズに寄せて』（2016年）
- ニューマン：交響曲第1番『マイ・ハンズ・アー・ア・シティ』（2009年）
- 天野正道：交響曲第1番『グラール』（2010年）
- ヴァンブスラール：交響曲第1番（2010年）
- ヴァルツィック：交響曲第2番『書かれざる墓碑銘』（2011年）、交響曲第3番『クインテット・マチネ』（2012年）、交響曲第4番『アンファセイクン』（2017年）、交響曲第5番『恐怖からの自由』（2018年）
- セラーノ・アラルコン：交響曲（2012年）、交響曲第2番（2017年）、交響曲第3番（2024年）
- マッキー：吹奏楽のための交響曲『葡萄酒色の海（ワイン・ダーク・シー）』（2013年）
- クラーク：交響曲第1番（2014年）、交響曲第2番（2016年）
- 清水大輔：交響曲第1番『生命の表記』（2014年）
- チェザリーニ：交響曲第1番『アークエンジェルズ』（2016年）、交響曲第2番『江戸の情景』（2018年）、交響曲第3番『都市の風景』（2021年）
- マー：交響曲第1番（2016年）
- 三浦秀秋：スクールバンド交響曲（2018年）
- ナバロ：交響曲第1番『地獄と天国』（2019年）
- 福島弘和：交響曲 ト調（2019年）
- デイヴィッド：交響曲第1番『悪魔の聖書』（2019年）、交響曲第2番『旅こそ我が人生』（2024年）
- 鈴木英史：交響曲第1番（2022年）